# Mika Tan
Mika Tan (Honolulu, Havaí, 27 de novembro de 1977) é uma ex atriz pornográfica dos Estados Unidos.

## Biografia
Mika Tan, cujo nome de nascimento é Saraswati Miyoko Kop Taetafa, nasceu em Honolulu, Havaí. Sua origem é uma combinação de pai nipo-samoano e mãe de ascendência taiwanesa. Sua infância foi moldada por uma família diversificada: sua avó era uma dançarina renomada no arquipélago, cantora talentosa e proprietária de diversas casas de massagem na ilha. Enquanto a ascendência da família de sua mãe estava enraizada na música, a de seu pai tinha forte ligação com o serviço militar, inclusive com sua irmã servindo na Marinha dos Estados Unidos.
A jornada de Mika Tan na indústria do entretenimento começou cedo, aos 12 anos, quando ela começou a modelar para catálogos de roupas infantis. Em sua adolescência, fez aparições como figurante em filmes e comerciais de televisão, além de se dedicar a atuações em peças de teatro, jazz moderno e balé.
Em sua busca por conhecimento,Tan obteve um diploma de bacharel em Bioquímica pela San Diego State University, acompanhado de um diploma de associada em psicologia. Durante seu último ano de graduação, ela trabalhou como modelo nua e stripper para custear seus estudos. Durante essa fase, fez uma aparição na Playboy TV em um videoclipe chamado "Get in Where You Fit In".
A trajetória de Mika Tan na indústria adulta começou quando foi descoberta pelo diretor de filmes pornôs Jack Pearl, que a encorajou a entrar nesse campo. Sua carreira como atriz pornô teve início em 1999, mas ela descreveu os primeiros meses como os mais difíceis de sua vida. Foi também durante esse período que conheceu seu futuro marido, o ator Alec Knight.
Em 2006, em parceria com seu marido, ela estabeleceu sua própria produtora, a GenerAsianxxx Productions, marcando seu ingresso no campo da produção cinematográfica. Além disso, em 2009, ela ampliou suas atividades ao trabalhar como prostituta no bordel de luxo, Moonlite BunnyRanch, localizado em Nevada.[carece de fontes?]
Após uma carreira rica e diversificada, Mika Tan decidiu se aposentar em 2015. Ao longo de sua carreira, ela participou de mais de 640 filmes como atriz, deixando uma marca notável na indústria.[carece de fontes?]

## Prêmios
- 2006 Adam Film World Award - Melhor atriz asiática[4]
- 2006 XRCO Award - Sirene não tocada[5][6]
- 2007 AVN Award - Estrela pouco reconhecida do ano (excelência não reconhecida)[7]
- 2009 Urban X Award - Hall of Fame[8]